# Памятник Михаилу Муравьёву
Памятник Михаилу Муравьёву — не сохранившийся памятник русскому государственному деятелю графу Михаилу Николаевичу Муравьёву, виленскому генерал-губернатору и усмирителю польского восстания 1863 года в Северо-Западном крае. Памятник был открыт в Вильне в 1898 году и простоял до 1915 года. Точная копия памятника была открыта в октябре 2023 года в Калининграде.

## История

### Замысел
Идея воздвигнуть памятник в честь графа Михаила Муравьёва появилась ещё в 1889 году. После Высочайшего одобрения в 1891 году начался успешный сбор пожертвований на памятник, благодаря которым была довольно быстро обеспечена необходимая для строительства сумма. Комитет по установке памятника поручил разработку проекта местным художникам — академику И. П. Трутневу и В. В. Грязнову с условием, чтобы основой памятника была статуя скульптора М. А. Чижова, изображающая Муравьева в полный рост. Проект монумента был одобрен императором в феврале 1896 года, после чего было выбрано место на Дворцовой площади (впоследствии переименованной в Муравьёвскую) перед генерал-губернаторским дворцом.

### Открытие

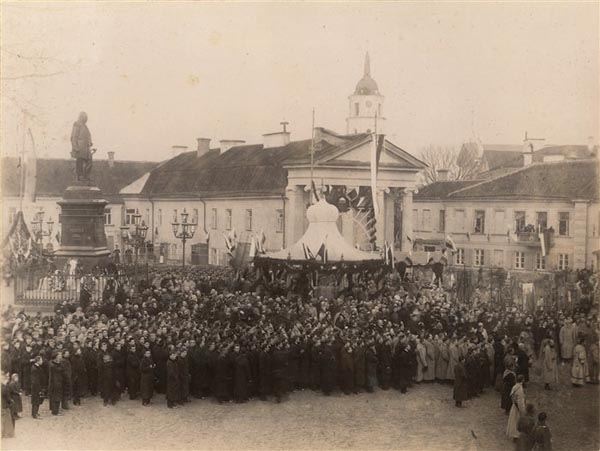
Открытие памятника Михаилу Муравьёву в Вильне (1898 год)

Торжественное открытие и освящение памятника состоялось 8 ноября 1898 года. Стоит отметить, что правительство, щадя самолюбие офицеров-поляков, распорядилось тогда не привлекать их на торжество открытия.

### Демонтаж
Памятник простоял до 1915 года, когда в ходе Первой мировой войны Вильна была взята немецкими войсками. По одной из версий, как и памятник Екатерине II, он был эвакуирован, по другой — остался в городе и польские власти впоследствии устроили над ним максимально возможное надругательство — построили общественные городские туалеты.

## Композиция

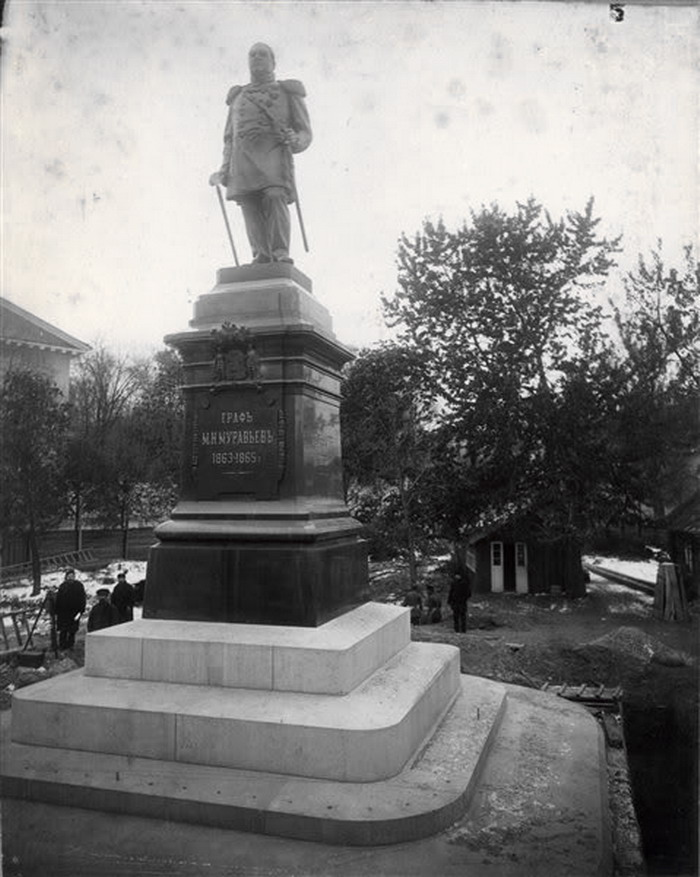
Памятник Муравьёву-Виленскому

Подножие бронзовой статуи составлял высокий четырёхугольный гранитный пьедестал, на лицевой стороне которого был прикреплён родовой герб Муравьёвых с девизом «Не посрамим земли Русской». Под гербом была надпись: «Граф М. Н. Муравьев 1863—1865». На правой стороне пьедестала была нанесена дата рождения, на левой — дата кончины графа. На задней стороне располагалась карта Северо-Западного края.
Статуя изображала Муравьёва во весь рост, в генеральском сюртуке и непокрытой головой. Граф опирался правой рукой на трость, с которой вследствие полученного в битве под Бородино ранения ноги никогда не расставался. Левая рука лежала на эфесе сабли. Памятник удачно передавал все характерные очертания фигуры и черты лица Муравьёва. Памятник был окружён железной решёткой, вокруг которой по углам были четыре канделябра.